# السيخية في نيبال
تعود جذور الديانة السيخيًَة في نيبال إلى القرن الثامن عشر. اليوم، هناك مجتمع صغير من السيخ الذين يعيشون في النيبال، ويبلغ تعدادهم حوالي 7,000 شخص وفقا لتعداد عام 2011.